# ホリケンのみんなともだち
『ホリケンのみんなともだち』は、テレビ朝日で2021年10月6日から2023年3月29日までバラバラ大作戦(火曜第1部)の中で放送されていたバラエティ番組。堀内健（ネプチューン）の冠番組。2023年4月からは「お願い!ランキング」内で月1回程度の放送となった。2024年10月の改編で「お願い!ランキング」の放送が終了したあとは『ガリベンチャーV』内に移動した。

## 概要
芸能界で独自のポジションを築いているホリケンことネプチューン・堀内健の新たな人間的魅力を引き出す番組。

## 放送時間
- 毎週水曜 1:56 - 2:16

## 出演者
- 堀内健（ネプチューン）

- 森本晋太郎（トンツカタン） - 準レギュラー（進行）

## スタッフ
- ナレーター：加藤正悟
- 企画：堀内健
- 構成：町田裕章、植田将崇
- CAM：佐藤厚誠
- MA：大杉樹里杏
- 音効：田尻夕
- 美術進行：入江大介
- CG：長谷川大
- アートディレクション：KLOKA
- 編成：宇喜多宏美、泉良樹
- 宣伝：石田京子
- コンテンツ：荒木美住
- 技術協力：スウィッシュ・ジャパン、テレビ朝日クリエイト、TSP、東京オフラインセンター、D.walker
- AP：海老沢まどか
- ディレクター：金成吾、松本夏、野尻由紀子、有賀響平、金山将世
- プロデューサー・ディレクター：小山テリハ
- ゼネラルプロデューサー：小島健嗣
- エグゼクティブプロデューサー：加地倫三
- 制作：テレビ朝日ソリューション本部コンテンツ編成局第1制作部
- 制作著作：テレビ朝日